# Азербайджан на летней Универсиаде 2013

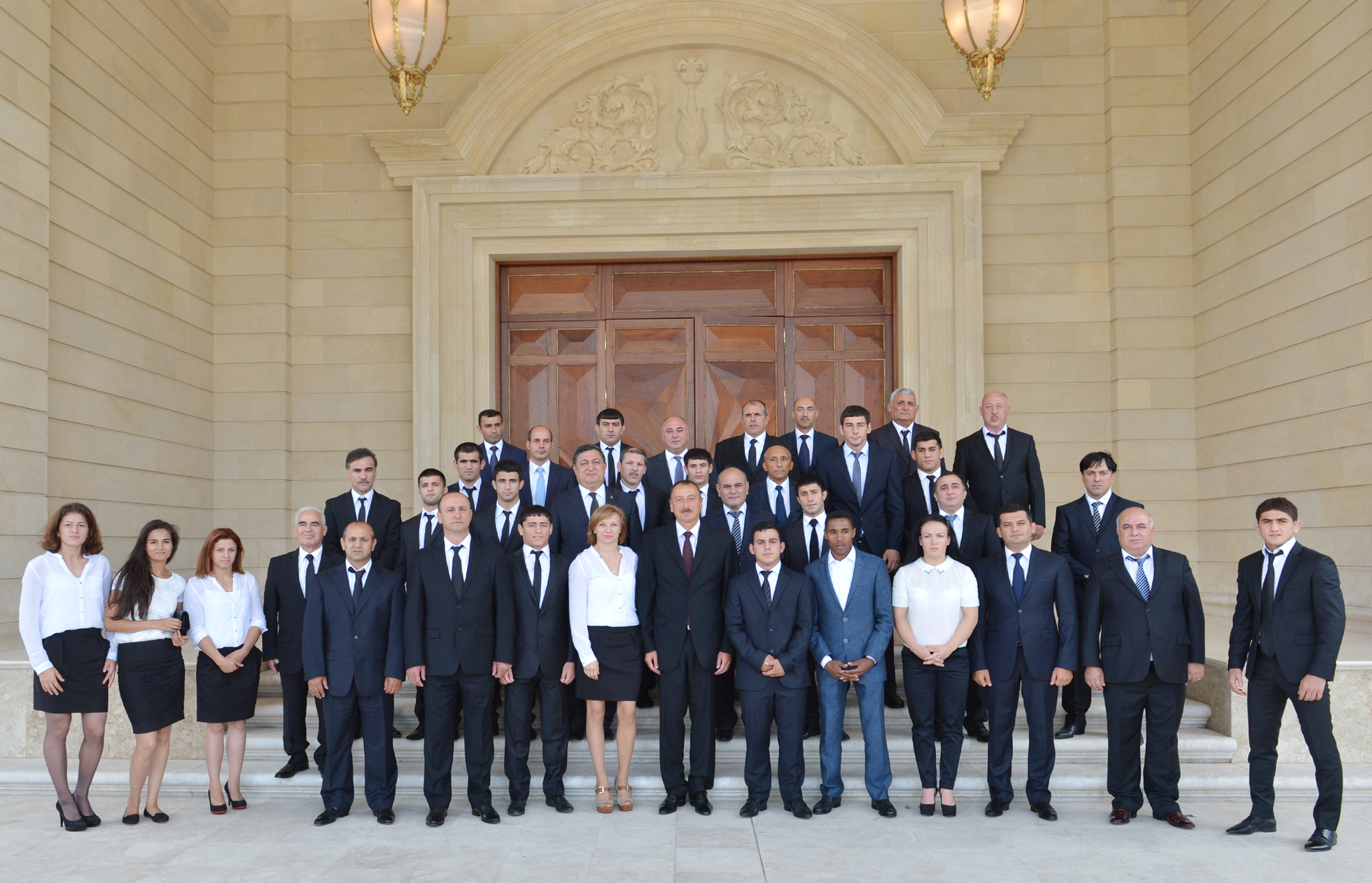
Президент Азербайджана Ильхам Алиев со спортсменами Азербайджана — призёрами XXVII летней Универсиады, 24 июля 2013 года

Азербайджан на XXVII Всемирной Летней Универсиаде в Казани представлял 81 спортсмен в 10 видах спорта. Знаменосцем сборной Азербайджана на церемонии открытия был чемпион I летних юношеских Олимпийский игр 2012 года в Сингапуре тяжелоатлет Ниджат Рагимов.
Первую медаль принёс Азербайджану 8 июля дзюдоист Мамедали Мехтиев, выступавший в весовой категории до 81 кг, а первую золотую медаль — уже на следующий день тяжелоатлет Фирудин Гулиев. В итоге же сборная Азербайджана взяла на Универсиаде 16 медалей — 4 золотых, 5 серебряных и 7 бронзовых. Таким образом сборная Азербайджана заняла 15-е место в общем командном зачёте, 9-е место среди стран Европы и 1-е место среди стран с преобладающей долей мусульманского населения. Из 67 рекордов универсиады 3 было установлено азербайджанскими спортсменами.
24 июля 2013 года победителей и призёров Универсиады, их тренеров и спортивных специалистов республики принял Президент Азербайджанской Республики Ильхам Алиев. В этот же день Ильхам Алиев подписал распоряжение об установлении премий для спортсменов Азербайджанской Республики и их тренеров «за высокие результаты на XXVII Всемирной летней студенческой Универсиаде в столице Республики Татарстан Российской Федерации городе Казань». Согласно этому распоряжению каждому спортсмену, занявшему первое место, постановляется установить премию в размере 50 тысяч манатов, его тренеру — 25 тысяч манатов; каждому спортсмену, занявшему второе место, — 30 тысяч манатов, его тренеру — 15 тысяч манатов; каждому спортсмену, занявшему третье место, — 20 тысяч манатов, его тренеру — 10 тысяч манатов.